# Krueng Mbang
Krueng Mbang is een bestuurslaag in het regentschap Aceh Utara van de provincie Atjeh, Indonesië. Krueng Mbang telt 236 inwoners (volkstelling 2010).